# Encentrum parvum
Encentrum parvum is een raderdiertjessoort uit de familie Dicranophoridae. De wetenschappelijke naam van deze soort is voor het eerst geldig gepubliceerd in 1952 door Donner.